# Han Dong-won
Han Dong-won (한동원?, 韓東元?; Suwon, 6 aprile 1986) è un ex calciatore sudcoreano, di ruolo attaccante.